# ISPF
ISPF (англ. Interactive System Productivity Facility) — интерфейс диалогового взаимодействия с пользователем операционной системы Z/OS. Взаимодействие обеспечивается посредством встроенных в ISPF утилит, редактора и ISPF-приложений. С помощью ISPF пользователь может получить доступ к большинству системных функций z/OS. Стандартная реализация ISPF ориентирована на текстовый режим работы терминала, однако существует режим поддержки графического пользовательского интерфейса в стиле Windows.
Ранняя версия ISPF появилась в операционной системе MVS в 1974 году и называлась SPF (от англ. Structured Programming Facility). Раннее название было обусловлено тем, что в то время начинал входить в обиход термин «структурное программирование», но позднее аббревиатура стала интерпретироваться как «System Productivity Facility». В 1985 году компания IBM портировала ISPF/PDF-редактор в другую свою операционную систему VM/SP, где его можно было использовать наряду с редактором XEDIT.
ISPF в первую очередь предоставляет терминальный интерфейс IBM 3270 с набором панелей. Каждая панель имеет поле «Option», в которое пользователь вводит команды для TSO или для самой панели. Как правило, панели просто выводят списки из доступных команд и предоставляют возможности эти команды конфигурировать. Другие панели позволяют просматривать файловую систему z/OS, формируя списки из наборов данных, и выполнять операции над выведенными наборами, такие как создание, удаление и просмотр (или правка) через встроенный редактор ISPF/PDF. z/OS предоставляет пользователю сервисы для встраивания в пользовательские приложения собственных панелей для создания GUI.
ISPF изначально была спроектирована так, чтобы каждый пользователь мог индивидуально настроить отображение панелей и переназначить все 24 функциональные клавиши на клавиатуре. Кроме того, панели могут «запоминать» своё состояние, если пользователь закрывает их с положительным решением, и при следующем открытии все поля будут проинициализированы значениями предыдущего решения. Для этого во время сеанса пользователя система ведёт специальный набор данных, в который сохраняет все выбранные значения.